# Maunder (Marskrater)
Der Krater Maunder befindet sich in der Region Noachis Terra auf dem Mars. Er misst etwa 91 km im Durchmesser und wurde nach Edward Walter Maunder benannt.